# Eklektus pacifický
Eklektus pacifický (Eclectus infectus) je vyhynulý druh papouška, který se vyskytoval na souostroví Tonga a pravděpodobně i na Vanuatu a Fidži. Popsal jej výzkumník David W. Steadman teprve v roce 2006 na základě kosterních pozůstatků z Tongy, ke kterým předběžně zařadil také na Vanuatu nalezenou loketní kost a tibiotarsus, dokud nebude získáno více kosterního materiálu. Holotyp představovala kompletně zachovalá stehenní kost. Druhové jméno infectus pochází z latiny („barvený“) a poukazuje na pravděpodobné jásavé zbarvení ptáka. Stále žijící eklektus různobarvý má zářivé zbarvení.
Eklektus pacifický společně se stále žijícím eklektem různobarvým (Eclectus roratus) představoval jediného zástupce rodu eklektus (Eclectus) a také prvního prokázaného zástupce tohoto rodu, který se vyskytoval východně od Šalomounových ostrovů. Na rozdíl od svého žijícího příbuzného měl mohutnější kosti lebky a končetin, avšak křídla se vyvinula menší.
Přesné datum vyhynutí je nejisté, pták mohl přežívat na Tonze ještě v 18. století. Na jedné z kreseb pořízených během výzkumné cesty Alessandra Malaspina v roce 1793 je totiž vyobrazen pták s popiskem „Loro de Babau | Todo verde“ („papoušek z Vava'u, celý zelený“). Pták byl pravděpodobně chován v zajetí místními obyvateli, čemuž by napovídalo podrážděné držení ocasu papouška a také, na rozdíl od ostatních pečlivějí zpracovaných kreseb ptáků z expedice, poměrně nepropracované vyobrazení. Podle popisku a anatomických detailů této kresby lze nicméně vyloučit jiné v současnosti žijící tonžské papoušky, druhy vini modrotemenný (Vini australis) a peja červenolesklý (Prosopeia tabuensis); je tedy možné, že zobrazený pták byl eklektus pacifický. Vyhynul asi následkem odchytu a lovu ze stran lidí i dovlečených predátorů.